# Ascochyta dianthi
Ascochyta dianthi är en svampart som först beskrevs av Alb. & Schwein., och fick sitt nu gällande namn av Miles Joseph Berkeley 1860. Ascochyta dianthi ingår i släktet Ascochyta, ordningen Pleosporales, klassen Dothideomycetes, divisionen sporsäcksvampar och riket svampar.   Inga underarter finns listade i Catalogue of Life.